# Бражников, Владимир Александрович
Влади́мир Алекса́ндрович Бра́жников (17 ноября 1941, Моздок, Ставропольский край, РСФСР, СССР — 7 марта 2011, Краснодар, Россия) — советский футболист, советский и российский тренер.

## Карьера

### Клубная
Выступал в составе клубов «Авангард» (Жёлтые Воды, 1962), «Алга» (Фрунзе, 1963—1965), «Алай» (Ош, 1966—1970).

### Тренерская
С 1971 по 1972 год возглавлял «Алай», затем с 1972 по 1973 год руководил командой рисосовхоза «Красноармейский». С 1974 по 1976 год работал в тренерском штабе «Кубани», после возглавлял команду «Урожай» из Брюховецкой, а с 1982 по 1983 год «Амударью» из Нукуса.
С 1989 по 1990 год работал с «Химиком» из Белореченска, затем вернулся в «Кубань», которой руководил до 1991 года, после возглавлял «Ниву» из Славянска-на-Кубани.
В 1994 году опять вернулся в «Кубань», где, с небольшим перерывом, работал до конца 1997 года, а затем ещё год в качестве помощника.
С 1999 по 2001 год руководил женской командой «Кубаночка», а после работал с молодёжным составом «Кубани», выступавшим в любительских турнирах и базировавшимся в Усть-Лабинске.